# West and Soda
West and Soda es una película de animación de 1965 producida y dirigida por Bruno Bozzetto y conocida en español, pese a existir un único doblaje (en el español de Hispanoamérica), tanto con el título de Johnny y Clementina en el Oeste como con el de El bueno, el feo, el malo y el horrible.
Parodia de las películas del oeste, se distribuyó en salas cinematográficas coincidiendo con la explosión del género cinematográfico conocido como spaghetti western.

## Doblador
?